# Phare de Patras
Le phare de Patras est situé à l'ouest du port de Patras en Grèce. Construit en 1999, c'est un phare décoratif. Il est la réplique du phare construit en 1880, démoli en 1972.

## Caractéristiques
Le phare est une tour cylindrique de pierres, accolée à la maison du gardien, dont le dôme de la lanterne est de couleur verte. Il s'élève à 13 mètres au-dessus des eaux du port.

## Codes internationaux
- ARLHS[2] : Néant
- NGA : Néant
- Admiralty[3] : (ex) E 3920

## Lien connexe
Patras